# Membranaria pretoriae
Membranaria pretoriae är en insektsart som beskrevs av Charles Kimberlin Brain 1920. Membranaria pretoriae ingår i släktet Membranaria och familjen skålsköldlöss. Inga underarter finns listade i Catalogue of Life.